# Max Sillig
Max Sillig (né le 19 novembre 1873 à La Tour-de-Peilz, mort le 15 novembre 1959 à Lausanne) est un joueur professionnel et fonctionnaire suisse de hockey sur glace.

## Carrière
Max Sillig apprend à jouer au hockey sur glace pendant ses études à l'université d'Oxford dans les années 1890. Il commence à jouer en 1904 avec le club de l'Institut Sillig, qui devient plus tard le Hockey Club Bellerive Vevey, et reste dans ce club jusqu'en 1924, bien qu'il fait de brefs séjours avec le Hockey Club Les Avants (1906-1908), Leysin Sporting Club (1907-1908) et Club des patineurs de Lausanne (1908-1909).
Bellerive Vevey remporte le championnat international de Suisse en 1918, le championnat national en 1919 et 1920.
Max Sillig est le joueur-entraîneur de l'équipe de Suisse aux Jeux olympiques de 1920 à Anvers ; il est le joueur le plus âgé du tournoi. Il participe aux matchs au quart de finale contre les États-Unis puis contre la Suède lors de la troisième phase pour la médaille de bronze. Il restera l'entraîneur jusqu'aux Jeux olympiques de 1924 à Chamonix.
Il était présent auparavant au sein de l'équipe nationale aux championnats d'Europe en 1910 et 1911, puis aux championnats de la LIHG 1912 et 1913.
Max Sillig est le cofondateur de la fédération suisse de hockey sur glace et en est le président. Il devient président de la Ligue Internationale de hockey sur glace (LIHG) de 1920 à 1922 par intérim, après avoir été vice-président en 1912-1913. Après son départ, il reste le représentant de la Suisse dans l'institution.
Par ailleurs, Max Sillig est le directeur d'une école privée à Vevey, l'Institut Sillig, succédant à son oncle Édouard et à son père Oscar à ce poste et le dirige jusqu'à sa fermeture au début de la Seconde Guerre mondiale.